# Medaillenspiegel der Olympischen Sommerspiele 1920
Diese Tabelle zeigt den Medaillenspiegel der Olympischen Sommerspiele 1920 in Antwerpen. Die Platzierungen sind nach der Anzahl der gewonnenen Goldmedaillen sortiert, gefolgt von der Anzahl der Silber- und Bronzemedaillen. Weisen zwei oder mehr Länder eine identische Medaillenbilanz auf, werden sie alphabetisch geordnet auf dem gleichen Rang geführt. Dies entspricht dem System, das vom Internationalen Olympischen Komitee (IOC) verwendet wird.
27 der 44 teilnehmenden Nationen gewannen in einem der 126 ausgetragenen Wettbewerbe mindestens eine Medaille. Von diesen gewannen 19 mindestens eine Goldmedaille.

## Medaillenspiegel
| Platz | Mannschaft               | Gold | Silber | Bronze | Gesamt |
| ----- | ------------------------ | ---- | ------ | ------ | ------ |
| 01    | Vereinigte Staaten (USA) | 41   | 27     | 27     | 95     |
| 02    | Schweden (SWE)           | 19   | 20     | 25     | 64     |
| 03    | Finnland (FIN)           | 15   | 10     | 9      | 34     |
| 04    | Großbritannien (GBR)     | 14   | 15     | 13     | 42     |
| 05    | Belgien (BEL)            | 14   | 11     | 11     | 36     |
| 06    | Norwegen (NOR)           | 13   | 9      | 9      | 31     |
| 07    | Italien (ITA)            | 13   | 5      | 5      | 23     |
| 08    | Frankreich (FRA)         | 9    | 19     | 13     | 41     |
| 09    | Niederlande (NED)        | 4    | 2      | 5      | 11     |
| 10    | Dänemark (DEN)           | 3    | 9      | 1      | 13     |
| 11    | Südafrika (RSA)          | 3    | 4      | 3      | 10     |
| 12    | Kanada (CAN)             | 3    | 3      | 3      | 9      |
| 13    | Schweiz (SUI)            | 2    | 2      | 7      | 11     |
| 14    | Estland (EST)            | 1    | 2      | —      | 3      |
| 15    | Brasilien (BRA)          | 1    | 1      | 1      | 3      |
| 16    | Australien (AUS)         | —    | 2      | 1      | 3      |
| 17    | Japan (JPN)              | —    | 2      | —      | 2      |
| 0     | Spanien (ESP)            | —    | 2      | —      | 2      |
| 19    | Griechenland (GRE)       | —    | 1      | —      | 1      |
| 0     | Luxemburg (LUX)          | —    | 1      | —      | 1      |
| 21    | Tschechoslowakei (TCH)   | —    | —      | 2      | 2      |
| 22    | Neuseeland (NZL)         | —    | —      | 1      | 1      |
|       | Gesamt                   | 155  | 147    | 136    | 438    |